# Température de fléchissement sous charge
Pour les articles homonymes, voir TFC et HDT.
La température de fléchissement sous charge (TFC) (en anglais : Heat deflection temperature ou HDT) est la température à partir de laquelle des éprouvettes soumises à l’action fléchissante de certaines charges données subissent une déformation conventionnelle.
Cette méthode s’applique aux matériaux qui sont rigides à température ambiante en épaisseur de trois à treize millimètres.

## Mode opératoire
L’éprouvette est placée sur deux appuis distants de 100 mm dans un four dont la montée en température est programmée à 2 °C/min. La charge de flexion est appliquée sur la partie supérieure de l’échantillon à l’aide d’un poinçon. La norme internationale ISO 75-2, utilisée pour caractériser les plastiques et ébonites, demande par exemple des charges de 1,80 MPa (méthode A), de 0,45 MPa (méthode B) ou de 8,00 MPa (méthode C). Le fléchissement le plus faible est de 0,25 mm.
D'autres normes peuvent être utilisées tels que l'ISO 75-1, l'ISO 75-3, pour les stratifiés thermodurcissables à haute résistance et les plastiques renforcés de fibres longues, et l'EN 2155-13 pour les matériaux transparents pour vitrages aéronautiques.

## Limites
La valeur de la HDT dépend de la méthode de préparation des éprouvettes qui sont généralement thermiquement anisotropes.

## Applications
Cette méthode est surtout utilisée pour caractériser les matériaux thermoplastiques, les stratifiés thermodurcissables à haute résistance et les plastiques renforcés de fibres longues.
Une pièce en plastique moulée par injection est considérée comme « sûre » à être retirée de son moule quand sa température est proche ou inférieure de sa HDT.

## Exemples
Le tableau suivant donne des valeurs de HDT de quelques matériaux :
| Matériau                   | Méthode B (°С) | Méthode A (°С) |
| -------------------------- | -------------- | -------------- |
| ABS                        | 98             | 88             |
| ABS + 30 % fibres de verre | 150            | 145            |
| PA6                        | 160            | 60             |
| PA6 + 30 % fibres de verre | 220            | 200            |
| PET                        | 70             | 65             |
| PET + 30 % fibres de verre | 250            | 230            |
| PE-HD                      | 85             | 60             |
| PS                         | 95             | 85             |
| PC                         | 140            | 130            |
| PP                         | 100            | 70             |
| PP + 30 % fibres de verre  | 170            | 160            |